# گرگ‌ها (مجموعه تلویزیونی)
گرگ‌ها نام یک مجموعهٔ تلویزیونی ایرانی به کارگردانی سید داود میرباقری است که ساخت آن از بهمن ۱۳۶۵ آغاز شد و تا تابستان ۱۳۶۶ به طول انجامید و در پاییز سال ۱۳۶۷، در ۱۴ قسمت از شبکه یک پخش شد.

## خلاصه داستان
داستان گرگ‌ها از محکومیت مردی به نام صفدر آهنگر شروع می‌شود که محکوم به اعدام شده‌است و حکیم شهر که مردی متقی و پرهیزگار است، به سبب این حکم به مقابله با حاکمیت وقت برمی‌خیزد و در نهایت نهضتی که برپا می‌شود سبب‌ساز سقوط حکومت و آزادسازی زندانیان می‌شود. هرچند ماجراها و وقایع این مجموعه تلویزیونی بسیار نمادین بوده، اما سعی شده از این طریق مفاهیمی مانند: انقلاب، عشق، ظلم‌ستیزی، رشوه‌خواری و دیگر مسائل دوره‌های مختلف این کشور کهن به تصویر کشیده شود.

## بازیگران

### بازیگران
- علی نصیریان در نقش «حکیم»
- داوود رشیدی در نقش «والی»
- ثریا قاسمی در نقش «خاتون»
- محمدعلی کشاورز در نقش «قاضی»
- سیاوش طهمورث در نقش «داروغه»
- جهانگیر صمیمی‌فرد در نقش «میرشب»
- بهرام شاه‌محمدلو در نقش «هامون»
- بهزاد فراهانی در نقش «خالو»
- آتیلا پسیانی در نقش «الیاس»
- اکبر رحمتی در نقش «عطارباشی»
- ژاله علو در نقش «مادر صفدر»
- راضیه برومند در نقش «آسیه»
- منوچهر حامدی در نقش «الیاس»
- مجید گل‌بابایی
- منصور والامقام در نقش «مس‌گر»
- عزیزالله هنرآموز در نقش «نجار»
- هایده حائری در نقش «مرجانه»
- سهیلا رضوی در نقش «زن فقیر»
- رسول نجفیان در نقش «برزو صندوق‌دار»
- حسین پناهی در نقش «چوپان»
- غلامحسین بهمنیار
- محمد پورستار
- بیوک میرزایی
- کریم اکبری مبارکه در نقش «نگهبان»
- حمید مهرآرا در نقش «دباغ»
- عبدالرضا گنجی
- رحمان باقریان در نقش «ایوب کوزه‌گر»
- حسن فهیمی‌پور
- فرنوش آل‌احمد در نقش «نازنین»
- میترا رحیمی در نقش «زلیخا»
- بهمن روزبهانی، مرتضی اردستانی، محمودرضا طاهری، محمود کریم‌پور، محمود بصیری، جلال رهگذر، علی پزشکی، محمود فروغی، علی جعفری، شیرین پزشکی، محمد شادمانی، قربان غفاری، علی سلطانی، عزیزالله تتق، غلامرضا خانی، فریبا حسینی

### عوامل دوبله
فهرست برخی از عوامل دوبلاژ.
سرپرست گویندگان: ثریا قاسمی
| صداپیشه          | بازیگر           | نقش      |
| ---------------- | ---------------- | -------- |
| رفعت هاشم‌پور     | ثریا قاسمی       | خاتون    |
| ناصر طهماسب      | علی نصیریان      | حکیم     |
| حسین عرفانی      | داوود رشیدی      | والی     |
| احمد رسول‌زاده    | محمدعلی کشاورز   | قاضی     |
| زهره شکوفنده     | راضیه برومند     | آسیه     |
| منوچهر والی‌زاده  | آتیلا پسیانی     | الیاس    |
| پرویز ربیعی      | سیاوش طهمورث     | داروغه   |
| عزت‌الله مقبلی    | منوچهر حامدی     |          |
| حسین معمارزاده   | اکبر رحمتی       | عطارباشی |
| امیرهوشنگ قطعه‌ای | رسول نجفیان      | صندوق‌دار |
| مهدی آرین‌نژاد    | حمید مهرآرا      |          |
| بهزاد فراهانی    | بهزاد فراهانی    | خالو     |
| ژرژ پطرسی        | بهرام شاه محمدلو | هامون    |

## مکان فیلمبرداری
تمام بخش‌های خارجی این مجموعه تلویزیونی در شهرک سینمایی و بخش‌های داخلی آن در «استودیو گلستان» فیلمبرداری شدند. بخش هایی نیز در روستایی به نام خیج در اطراف شاهرود فیلمبرداری شد.